# Janista Jinantuya
Janista Jinantuya (Thai: จณิสตา จินันทุยา; * 9. September 2003 in Bangkok) ist eine thailändische Fußballspielerin und steht derzeit beim thailändischen Erstligisten Bangkok FC unter Vertrag. Seit 2021 ist die Stürmerin zudem thailändische Nationalspielerin.

## Karriere

### Vereine
Jinantuya begann als 13-Jährige in ihrer thailändischen Heimat in der Jugendakademie des Chonburi FC mit dem Fußballspielen. Dort konnte sie sich bald für die erste Mannschaft empfehlen. Im Rufe stehend, ein großes Talent zu sein, weckte sie das Interesse europäischer Verein und so wechselte sie 2022 zum französischen Erstligisten ASJ Soyaux. Dort absolvierte sie in der Saison 2022/23 indes nur sieben Spiele und kehrte nach dem Abstieg ihres Vereins als abgeschlagenem Tabellenletzten nach Saisonende nach Asien zurück. Hier schloss sie sich dem japanischen Verein Mynavi Sendai an, konnte aber auch hier die in sie gesetzten Erwartungen nicht erfüllen. Nach nur einem Spiel kehrte Jinantuya im Januar 2025 nach Thailand zurück und unterzeichnete einen Vertrag beim Bangkok FC.

### Nationalmannschaft
Für das Länderspiel gegen Malaysia am 19. September 2021 stand Jinantuya erstmals im Kader der thailändischen Fußballnationalmannschaft, kam aber zu keinem Einsatz. Beim 7:0-Sieg gegen Palästina am 25. September 2021 gab sie schließlich ihr Länderspieldebüt und erzielte hier auch ihre ersten beiden Länderspieltreffer. Nach diesem Sieg schaffte Thailand die Qualifikation für die Asienmeisterschaft 2022 in Indien. Hier gelang Jinantuya mit Thailand als bestem Gruppendritten der Einzug ins Viertelfinale, in dem man allerdings nach einer 0:7-Niederlage gegen Japan ausschied. Die Qualifikation für die Weltmeisterschaft 2023 verpasste Jinantuya nach einer 0:2-Niederlage gegen Kamerun am 18. Februar 2023.